# Havkarusse
Havkarusse (Ctenolabrus rupestris) er en havlevende fisk hørende til læbefiskfamilien. Det er en almindelig fisk på lavt vand, langs Vesteuropas kyster og i Middelhavet. I Danmark er den vidt udbredt, fra Nordsøen og ind gennem Kattegat til det vestlige af Østersøen. Fisken er ret stedfast idet hannerne forsvarer små territorier, hvor hunnerne lægger deres æg. Den kan af og til ses i småflokke.
Havkarusse er ikke som man måske skulle tro, i familie med Karussen, der er en karpefisk.

## Udseende og kendetegn
Havkarusse er kendetegnet som en lille tætbygget gulbrun fisk op til 15-18 cm lang, men gerne noget mindre. Den har ret store øjne, tykke læber og tykke kinder. Ret lang rygfinne, der begynder et godt stykke bagved hovedet. Den er let kendelig på den sorte plet forrest i rygfinnen og en tilsvarende sort plet på oversiden af haleroden. Pletten forrest i rygfinnen ses almindeligvis ikke, hvis man observerer fisken under vandet, da den forreste del af rygfinnen oftest er lagt ned. Den rejses kun i tilfælde af ophidselse og stridigheder.
Farven på Havkarusse kan variere fra rødbrun til gråbrun. Nogle individer kan have lidt vage grålige tværstriber. Der er somme tider en gylden øjenbryn-stribe som går fra snuden over øjet til gællelåget.
Havkarusse kan under normale omstændigheder ikke forveksles med andre arter, men ind i mellem finder man individer af Savgylte (Symphodus melops), der godt kan ligne. Savgylte har også en sort plet på halen, men den sidder dog som regel midt på haleroden og ikke på oversiden.

## Føde
Havkarusse er en rovfisk der lever af alle mulige smådyr, men især krebsdyr.

## Forekomst
Havkarusse foretrækker områder med en ret tæt algebevoksning og forekommer derfor ofte på lavt vand - helt ind til omkring 1 meters dybde. Om vinteren trækker den dog som regel ud på lidt dybere vand.